# Falsificaciones de los sellos rusos

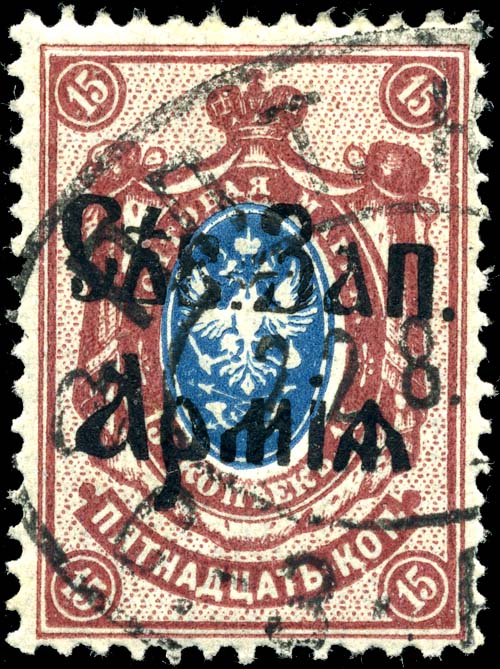
probablemente falsificado

Los sellos rusos han sido extensamente falsificados. Tanto los escasos y los sellos comunes y, por ejemplo, aquellos del ejército del Norte, son más comunes los falsos que los auténticos.

## Falsificaciones de los sellos de Rusia
Un ejemplo muy conocido de falsificación implica la primera estampilla publicada en la Rusia Imperial. Dado que la perforadora no estaba disponible, éstos fueron publicados imperforados en diciembre de 1857. Para enero, las máquinas estaban a punto y la misma estampilla fue publicada con perforaciones. La estampilla imperforada es, consecuentemente, más rara que la que tiene perforación.

### Categorías

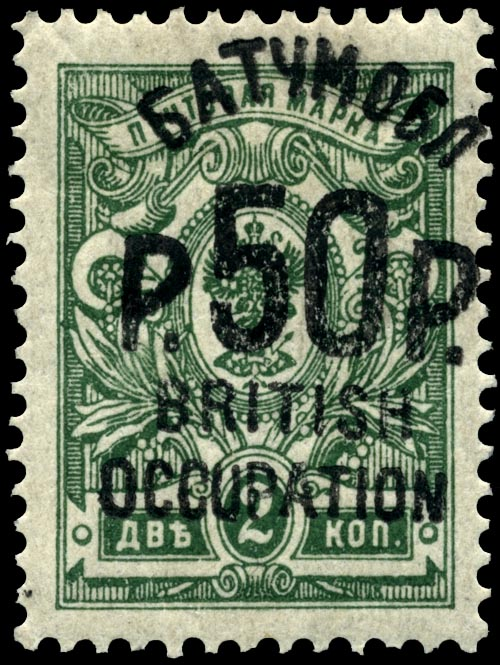
50 rublos en sellos de 2 kopeck de Rusia imperial, Batum, 1919 (falsificado por sobretasa)

Falsificaciones de sellos rusos se pueden dividir :[cita requerida]
1. Falsificaciones de un sello estándar. Son menos frecuentes ejemplos incluyen la falsificación de François Fournier de 3.50R y 7R estampillas de alto valor «without thunderbolts» y la hambruna en Rostov emitida a comienzos del 1920. Algunas emisiones de la Guerra civil también han sido objeto de falsificación y definitivos de Azerbaiyán, Georgia y Armenia.
2. Falsificaciones de una sobreimpresión o sobretasa en estampilla estándar. Mucho en el período de la Guerra civil. De igual modo las estampillas sobreimpresas varios Ejércitos «Blancos» Armies han sido falsificadas extensamente. Los sellos emitidos por los ejércitos Nor-Oeste eran apetecidos por los falsificadores y docenas de sellos copiados han sido identificados.
3. Falsificación de la perforación. Ha habido muchos intentos de crear una estampilla con una perforación rara sobre un sello imperforado y falsificar la perforación. Por ejemplo las emisiones Zeppelin de comienzos de los años 1930, muchos que circulan con una perf de 11 1/2. Forjar la perforación también hace posible las variedades de perforaciones a pedido.
4. Falsificación de un matasellos sobre una estampilla suelta. Una selección evidente de estas falsificaciones se observa en «Shtempelgate» de sellos escasos de las oficinas rusas de ultramar, generalmente en estampillas sencillas de 1 rublo.[2]
5. Sellos Zemstvo de los correos distritales también han sido objeto de falsificación.

## Véase también

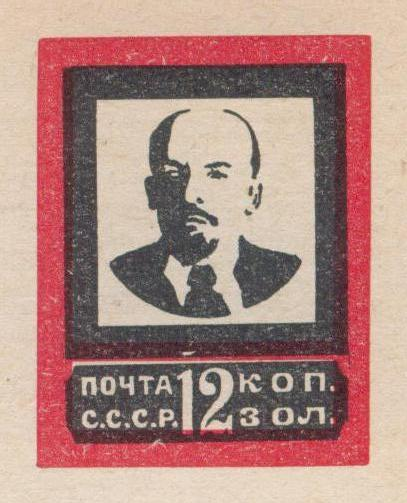
Leniniana falsificado